# Camptandra ovata
Camptandra ovata là một loài thực vật có hoa trong họ Gừng. Loài này được Henry Nicholas Ridley mô tả khoa học đầu tiên năm 1907.

## Phân bố
Loài này được tìm thấy ở cao độ khoảng 1.200 m (4.000 ft) ở Hulu Semangkok, Selangor, Malaysia.
Mẫu vật điển hình: A.M. Burn-Murdoch s.n. do Alfred M. Burn-Murdoch (1868-1914) thu thập tháng 2 năm 1904.